# Bakken NGL (трубопровід для ЗВГ)
Bakken NGL (трубопровід для ЗВГ) – трубопровід у США, споруджений для транспортування суміші зріджених вуглеводневих газів (ЗВГ) зі штатів Північна Дакота, Монтана та Вайомінг.
Нарощування видобутку зі сланцевої формації Баккен у нафтогазоносному басейні Віллістон призвело до відповідного збільшення виробітки ЗВГ розташованими тут газопереробними заводами. Для транспортування нерозділеної суміші етану, пропану, бутану та певної кількості газового конденсату (Y-grade) у 2014 році проклали трубопровід Bakken NGL, котрий починається кількома гілками на заході Північної Дакоти. В подальшому головна ділянка системи тягнеться у південному напрямку по території Монтани та Вайомінгу (уздовж їх східної межі), при цьому в останньому вона проходить по території басейну Паудер-Рівер, в якому розробляють сланцеву формацію Ніобрара. Біля столиці Вайомінга міста Шаєнн Bakken NGL підієднали до системи Оверленд-Пасс, котра транспортує ресурс до канзаського ЗВГ-хабу.
Первісно довжина трубопроводу, виконаного в діаметрі 300 мм, визначалась як 600 миль (біля 960 км). Надалі вона могла зростати за рахунок спорудження нових відтинків. Наприклад, в 2016-му завершили перемичку Niobrara NGL, котра з’єднала з головною ділянкою газопереробний завод Sage Creek. А в 2019-му оголосили про рішення спорудити відгалуження довжиною 75 миль (120 км), яке починатиметься із округу Вільямс (Північна Дакота) від ГПЗ Тайога, де реалізується проект модернізації.
На момент введення в експлуатацію пропускна здатність Bakken NGL складала 60 тисяч барелів на добу. За рахунок спорудження додаткових насосних станції в 2016-му цей показник довели до 135 тисяч барелів, а у 2018-му збільшили до 160 тисяч барелів на добу.
Наприкінці 2010-х власник Bakken NGL компанія ONEOK запустила ще один трубопровід з бассейна Віллістон – Elk Creek NGL. Оскільки їх маршрути по території Монтани та Вайомінга практично збігаються , це дозволить за необхідності маневрувати потоками ЗВГ.